# Датчики на поверхностных акустических волнах
Датчики на поверхностных акустических волнах относятся к классу микроэлектромеханических систем (MEMS), которые основаны на модуляции поверхностных акустических волн при взаимодействии с материалом, помещённым вблизи поверхности датчика. Датчик производит преобразование входного электрического сигнала в механические волны, которые взаимодействуют с материалом. Затем устройство преобразует эту волну обратно в электрический сигнал. Изменения в амплитуде, фазе, частоте между входным и выходным электрическими сигналами можно использовать для определения свойств материала.

## Внешний вид устройства
Датчик на ПАВ состоит из пьезоэлектрической подложки, встречно-штыревого преобразователя (ВШП) по одну сторону от поверхности соприкасающейся с исследуемым материалом и второго ВШП на другой стороне подложки. Пространство между ВШП, по которой поверхностная акустическая волна будет распространяться называется линией задержки, поскольку сигнал, который представляет собой механическую волну в этой области, движется гораздо медленнее, чем его электромагнитная часть, тем самым вызывая заметные задержки.

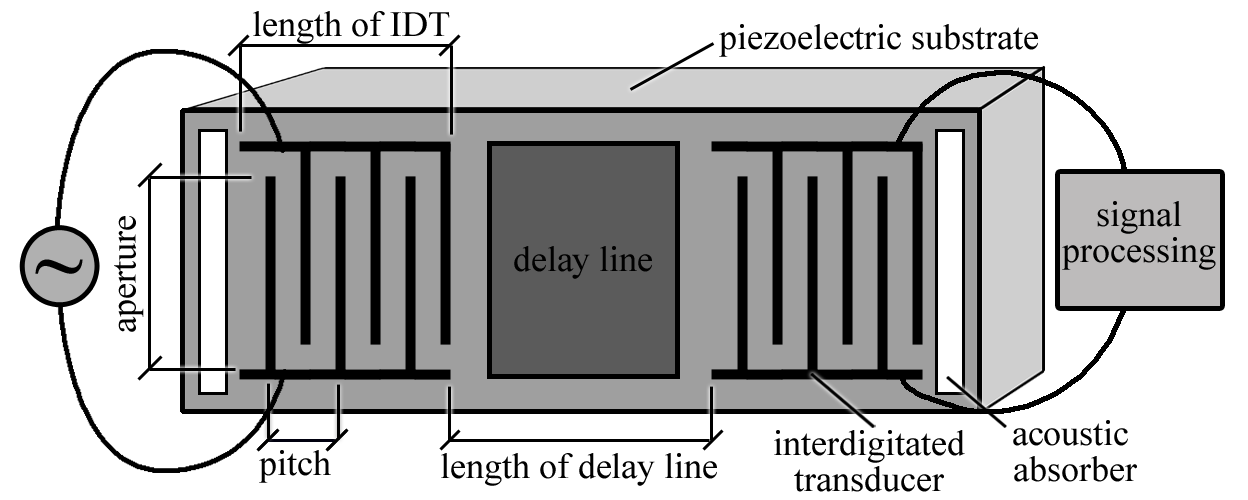
Датчик на ПАВ со встречно-штыревым преобразователем